# Padma-Brücke

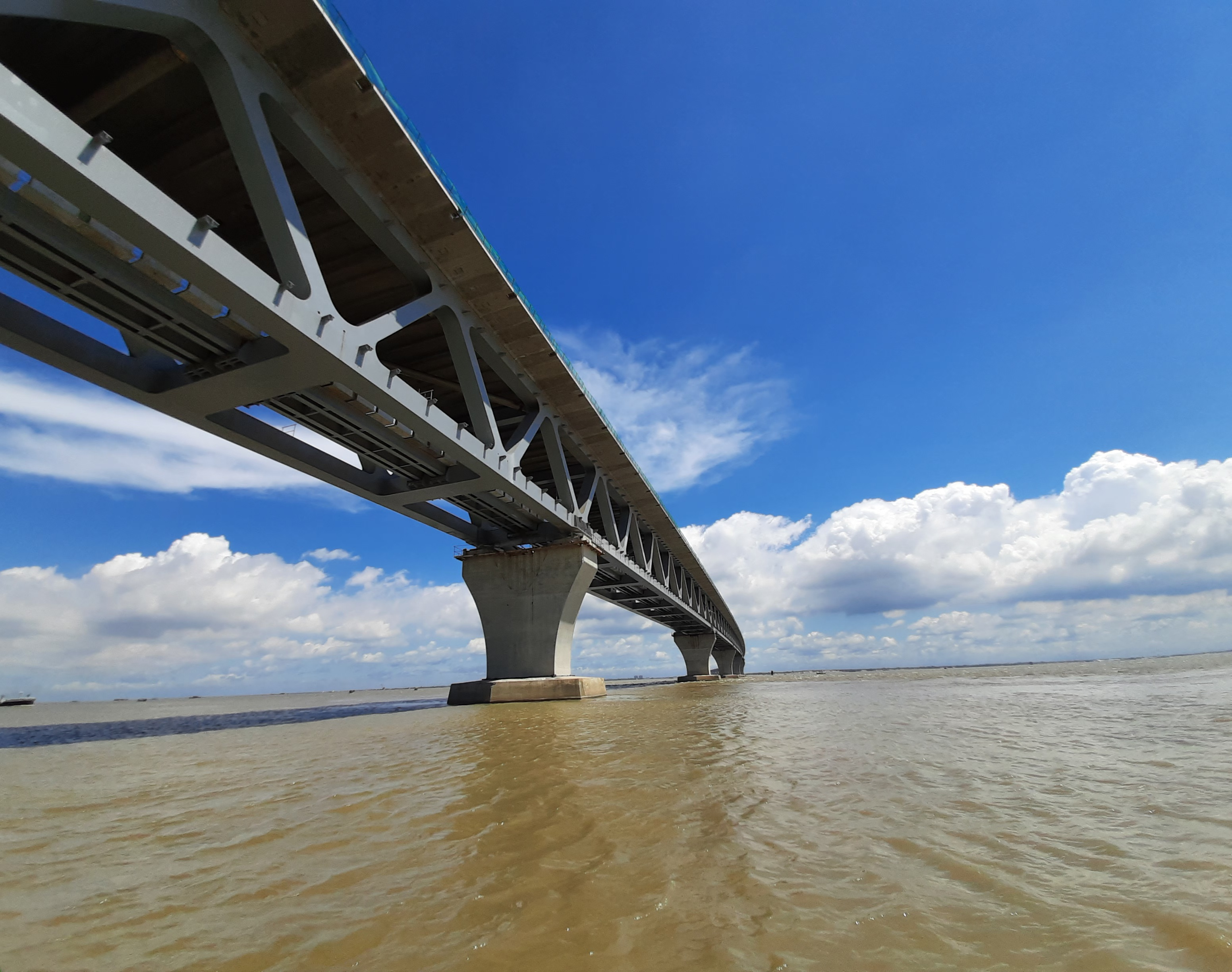
Ansicht vom Fluss aus

Die Padma-Brücke (bengalisch পদ্মা সেতু podmā setu) ist eine 6,15 Kilometer lange kombinierte Straßen- und Eisenbahnbrücke über die Padma in Bangladesch. Der 2015 begonnene Bau sollte ursprünglich im November 2018 abgeschlossen sein. Dies verzögerte sich jedoch und die Brücke wurde am 25. Juni 2022 offiziell eröffnet. Es handelt sich um das bis dato größte Infrastrukturprojekt in der Geschichte des Landes. Die Padma-Brücke ist die größte Brücke in Bangladesch und die längste Brücke in Südasien.

## Situation vor der Eröffnung der Padma-Brücke
Bangladesch wird durch die beiden großen Ströme Padma (die Fortsetzung des Ganges, im Endabschnitt Meghna genannt) und Jamuna in drei Landesteile unterteilt (siehe nebenstehende Karte). Zum einen die Region nördlich der Padma und östlich der Jamuna, zweitens die Region südlich der Padma und drittens die Region westlich von Jamuna und nördlich der Padma. Wirtschaftlich am weitesten entwickelt sind die Agglomerationen um die beiden größten Städte Dhaka und Chittagong, während andere Regionen zum Teil deutlich schlechtere wirtschaftliche und sozioökonomische Indikatoren aufweisen. Die wirtschaftliche Entwicklung ist auch dadurch behindert, dass es nur wenige Brückenverbindungen zwischen diesen drei Landesteilen gibt. Über die Padma gab es vor Eröffnung der Padma-Brücke nur zwei Brücken, die ganz im Westen des Landes liegen: die schon zur britischen Kolonialzeit Anfang des 20. Jahrhunderts erbaute Hardinge-Eisenbahnbrücke und die parallel zu ihr erbaute, im Jahr 2004 eröffnete Lalon-Shah-Straßenbrücke. Weiter flussabwärts gab es keine Brücke. Die ungenügende Straßen- und Eisenbahninfrastruktur und die fehlenden Brückenbauwerke sind auch der Grund dafür, dass es in Bangladesch – einem flächenmäßig verhältnismäßig kleinen Land – so ungewöhnlich viele Regionalflughäfen gibt. Abgesehen vom Flugverkehr konnte der gesamte Güter- und Personentransport zwischen der Hauptstadtregion Dhaka und dem Südwesten des Landes nur über Fähren abgewickelt werden.
Seit längerem gab es Überlegungen zum Bau einer Brücke im Unterlauf der Padma. In der Vergangenheit schien ein solches Projekt angesichts der großen Dimensionen des mehrere Kilometer breiten Flusses, der sein Flussbett in der Vergangenheit mehrfach änderte, nicht realisierbar. Gewissermaßen ermutigt durch den Erfolg anderer großer Brückenprojekte (Bangabandhu-Brücke 1998, Lalon-Shah-Brücke 2004) gab es ab dem Jahr 2000 mehrere Machbarkeitsstudien für den Bau einer Padma-Brücke. Diese Machbarkeitsstudien beschäftigten sich mit der Frage nach dem optimalen Ort einer Brücke (unter Berücksichtigung lokaler Strömungsverhältnisse, Ufererosion und geologischer Gegebenheiten), mit Verkehrsprognosen und mit dem grundsätzlichen Brückendesign. Die ersten Entwürfe sahen Fahrbahnträger aus Betonelementen und eine Schrägseilbrücke mit einer Spannweite von maximal 180 Metern vor. Diese Planung wurde letztlich aufgrund prognostizierter gesteigerter Verkehrsbelastungen umgeändert in eine Stahlfachwerkbrücke, mit maximaler Spannweite von 150 Metern, die ein Unterdeck mit einspuriger Eisenbahnlinie und ein Oberdeck mit vierspuriger Straße haben sollte.

## Technische Daten
Die Padma-Brücke ist als Stahlfachwerkbrücke und kombinierte eingleisige Eisenbahn- und vierstreifige Straßenbrücke ausgelegt. Auf dem Unterdeck befindet sich eine Eisenbahnstrecke, flankiert von zwei Gehwegen, und auf dem Oberdeck die Beton-Fahrbahn mit vier Fahrstreifen. An beiden Enden der Brücke befinden sich 720 m bis 875 m lange Straßenauffahrten, die jeweils Spannweiten von 38 m aufweisen. Die Eisenbahnrampen sind 2,36 km bzw. 2,96 km lang und weisen ebenfalls Spannweiten von 38 m auf. Die 41 Stahlfachwerkträger der eigentlichen Brücke, deren Spannweite 150 m beträgt, ruhen auf 42 Betonpfeilern. Die Betonpfeiler sind ihrerseits gegründet auf insgesamt 262 Stahlpfählen, die einen Durchmesser von etwa 3 m aufweisen, betongefüllt sind und tief in den Untergrund getrieben wurden, analog zum Konstruktionsprinzip bei der Bangabandhu-Brücke. Die Breite des Überbaus beträgt 20,65 m, worin die beiden je 7 m breiten Fahrbahnen enthalten sind. Die Eisenbahnstrecke ist eingleisig als Dreischienengleis ausgelegt, so dass sie von Breitspur- und Meterspur-Zügen befahren werden kann. Die Durchfahrtshöhe unter der Brücke beträgt 18,30 m.

## Baukosten
Der erste Entwurf im Jahr 2004 prognostizierte Baukosten von 1,26 Milliarden US$. Nach entsprechenden Änderungen im Brückendesign und insbesondere einer verstärkten Berücksichtigung von Flussbaumaßnahmen wurden die Kosten im Jahr 2009 auf 1,904 Milliarden US$ veranschlagt. Vor Baubeginn waren die Kostenschätzungen auf 2,418 Milliarden US$ angestiegen. Am 6. Januar 2016 erhöhte die bangladeschische Regierung die geschätzten Baukosten auf 28.793 Crore Taka (etwa 3,7 Milliarden US$). Begründet wurde die Kostensteigerung mit zusätzlichen Flussbaumaßnahmen sowie zusätzlichen Ausbauarbeiten an beiden Brückenenden. Dem stand ein geschätzter wirtschaftlicher Nutzen von etwa 5,942 Milliarden US$ gegenüber. Nach Schätzungen könnte die fertige Brücke die Wirtschaftswachstumsrate von ganz Bangladesch um etwa 1 % jährlich erhöhen.

## Baugeschichte

Querschnitt des zweigeschossigen Fahrbahnträgers mit Eisenbahn unten und Straßendecke oben

### Ursprünglicher Bau- und Finanzierungsplan
Der ursprüngliche Zeitplan sah einen Brückenbau von 2011 bis zum 31. August 2016 vor. Die damals geschätzten Gesamtkosten von 2,915 Milliarden US$ verteilten sich auf 1,626 Milliarden für die eigentliche Brücke mit Zufahrtsstraßen, 799,9 Millionen für Flussbaumaßnahmen, 291,9 Millionen für soziale Maßnahmen (Kompensation der umgesiedelten Bevölkerung) und Umweltmaßnahmen, sowie weitere 98 Millionen andere Kosten.
Die Finanzierung sollte anteilig erfolgen durch die Internationale Entwicklungsorganisation (IDA), eine Unterorganisation der Weltbankgruppe (1,2 Milliarden US$ Kredit), die Asiatische Entwicklungsbank (ADB, 76 Millionen Kredit und 539 Millionen Darlehen), die Japanische Agentur für Internationale Zusammenarbeit (JICA, 400 Millionen) und die Islamische Entwicklungsbank (140 Millionen). Die Restsumme sollte durch die bangladeschische Regierung aufgebracht werden.
Bis April 2019 hatten sich die Kosten von den ursprünglich veranschlagten 101,61 Milliarden Taka auf 392,58 Milliarden Taka fast vervierfacht.

### Korruptionsvorwürfe
Im Vorfeld des Projektbeginns wurden Korruptionsvorwürfe laut. Die Weltbank forderte offizielle Untersuchungen und die Ablösung von Personen, die der Korruption angeklagt waren und zog sich schließlich am 29. Juni 2012 offiziell aus der Finanzierung des Projektes zurück. Im Februar 2013 folgten auch die ADB, JICA und IDB mit analogen Schritten.
Durch den Rückzug der Geldgeber wurde die Realisierung des Projektes ernsthaft in Frage gestellt. Die bangladeschische Regierung gab jedoch bekannt, dass sie das Projekt nicht aufgeben, sondern stattdessen aus eigenen Kräften finanzieren wolle.
In einer Stellungnahme am 17. Januar 2016 schilderte Premierministerin Hasina Wajed ihre Sicht der Dinge. Demnach sei die Finanzierung seitens der Weltbank auf Betreiben „einer bestimmten Person“ gestoppt worden. Hasina nannte keinen Namen, jedoch wurde aus dem Kontext klar, dass sie Friedensnobelpreisträger Muhammad Yunus meinte. Yunus war 2011 durch die Bangladesh Bank seines Amtes als geschäftsführender Direktor der Grameen Bank enthoben worden. Als Grund wurde die Überschreitung des Pensionsalters um 10 Jahre genannt. Yunus hatte diese Entscheidung vor Gericht angefochten, war aber unterlegen. In einer Art Racheaktion habe er dann, so die Premierministerin, dafür gesorgt, dass die Finanzierung durch die Weltbank gestoppt worden sei. Ihr gesamtes Kabinett, sowie ihre Familie, so Hasina Wajid, seien ungerechtfertigterweise mit Korruptionsvorwürfen überhäuft worden, bevor überhaupt irgendwelche Gelder geflossen seien.

### Baubeginn und -ablauf
Am 12. Dezember 2015 begannen offiziell die eigentlichen Bauarbeiten an der Brücke. Der Baubeginn wurde durch eine festliche Zeremonie in Anwesenheit der Premierministerin Hasina Wajid begleitet. Mit dem Bau der Zufahrtsstraßen und mit den Wasserbaumaßnahmen war schon 2013/14 begonnen worden.
Am 6. Juli 2014 erklärte die Regierung ihre Absicht, nahe der Brücke bei Maua eine neue Siedlung zu errichten.
Angesichts der zunehmenden islamistisch motivierten Anschläge auf Ausländer seit 2015 wurden seit Oktober 2015 zusätzliche Sicherheitskräfte für den Schutz ausländischer, am Brückenbau beschäftigter Fachkräfte bereitgestellt.
Am 30. September 2017 wurde der erste der geplanten 41 Fachwerkträger auf zwei Brückenpfeiler aufgesetzt. Die Regierung von Bangladesch betonte zu diesem Anlass das Festhalten am Eröffnungstermin Ende 2018. Ein Kommissionsbericht der Regierung stellte im November 2017 jedoch fest, dass das Projekt wohl erst 8 Monate später, d. h. um die Jahresmitte 2019 fertiggestellt würde. Bis zum 29. Juni 2018 waren 5 Fachwerkträger installiert. Für die Verzögerungen beim Brückenbau machte Premierministerin Scheich Hasina die „falschen Anschuldigungen“ hinsichtlich Korruption verantwortlich, die dazu geführt hätten, dass Weltbank und Kreditgeber ihre Finanzzusagen zurückgezogen hätten. Dadurch sei auch das internationale Ansehen Bangladeschs geschädigt worden. Am 6. Februar 2018 gab Finanzminister Muhith den Juni 2019 als wahrscheinlichen Eröffnungstermin bekannt.
Am 3. April 2019 ersuchte die chinesische Baufirma China Major Bridge Engineering Corporation, ein Tochterunternehmen der China Railway Group, um eine zeitliche Verlängerung des Ende 2019 auslaufenden Vertrages bis zum Juni 2021. Begründet wurde dies mit Schwierigkeiten im Flussbett, die zur Änderung des Designs von 22 Pfeilern geführt hätten.
Am 15. Juli 2019 waren alle 294 Stahlröhren für die 44 Brückenträger in den Boden platziert worden. Am 27. November 2019 wurde der 17. Fachwerkträger aufgesetzt.
Die weltweite Ausbreitung der COVID-19-Pandemie ab Januar 2020 führte zu Verzögerungen. Von den 980 chinesischen Staatsbürgern, die vor Ort in den Brückenbau involviert waren, reisten 332 anlässlich des chinesischen Neujahrsfestes Mitte Januar nach China und konnten anschließend aufgrund der verhängten Quarantänemaßnahmen größtenteils nicht mehr zurückkehren. Dennoch erklärte der chinesische Botschafter in Bangladesch, dass das Brückenprojekt sicher im Jahr 2021 fertiggestellt werde.
Am 10. Dezember 2020 wurde der 41. und letzte Fachwerkträger installiert. Im Mai 2021 wurde das Ende des Brückenprojekts erneut um ein Jahr auf Juni 2023 verlängert, begründet mit Verzögerungen durch die Pandemie genannt. Allerdings versicherten die Verantwortlichen, dass die Brücke bereits am 23. Juni 2022 für den Straßenverkehr geöffnet werden solle, dem Gründungstag der Regierungspartei Awami-Liga. Von Beobachtern wurde bezweifelt, dass auch die Eisenbahnverbindung bis zu diesem Zeitpunkt fertiggestellt werden könne, auch sei der Ausbau der Bahnstrecke Dhaka-Mawa zu langsam. Am 25. Mai 2022 wurde der 25. Juni als offizieller Eröffnungstermin benannt.

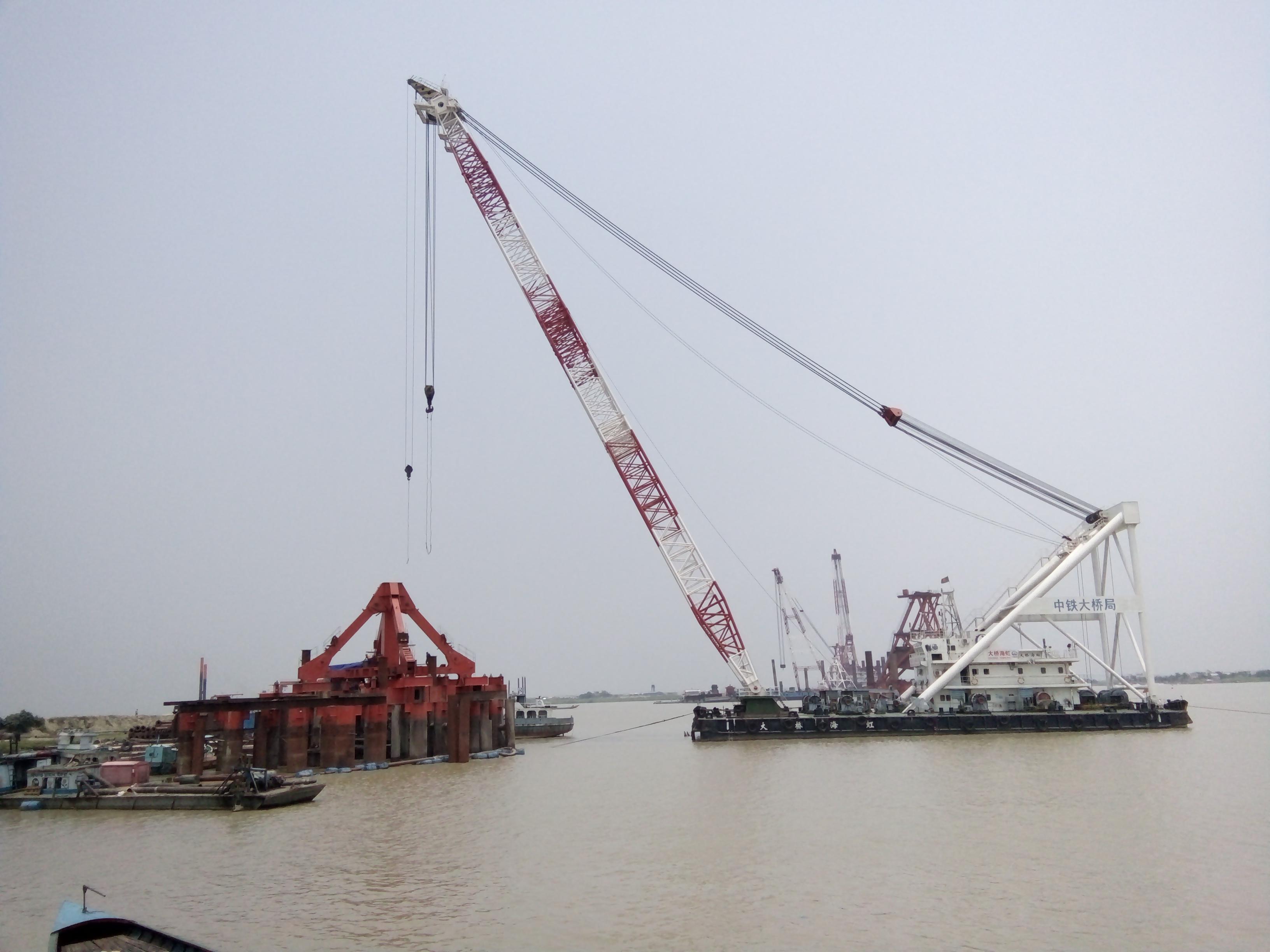
Schwimmkran beim Brückenbau (Mai 2016)
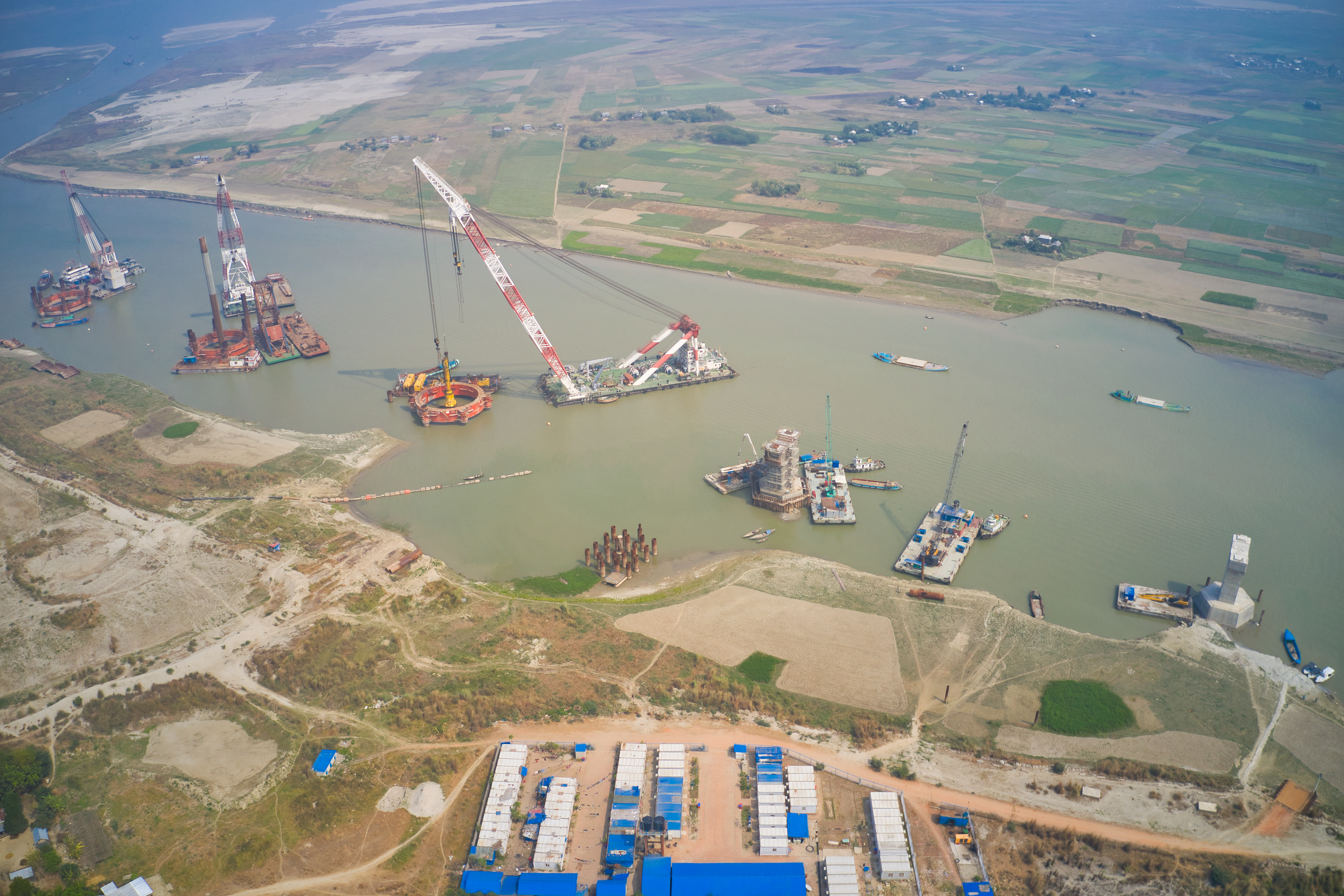
Pfahlgründung der Brückenträger
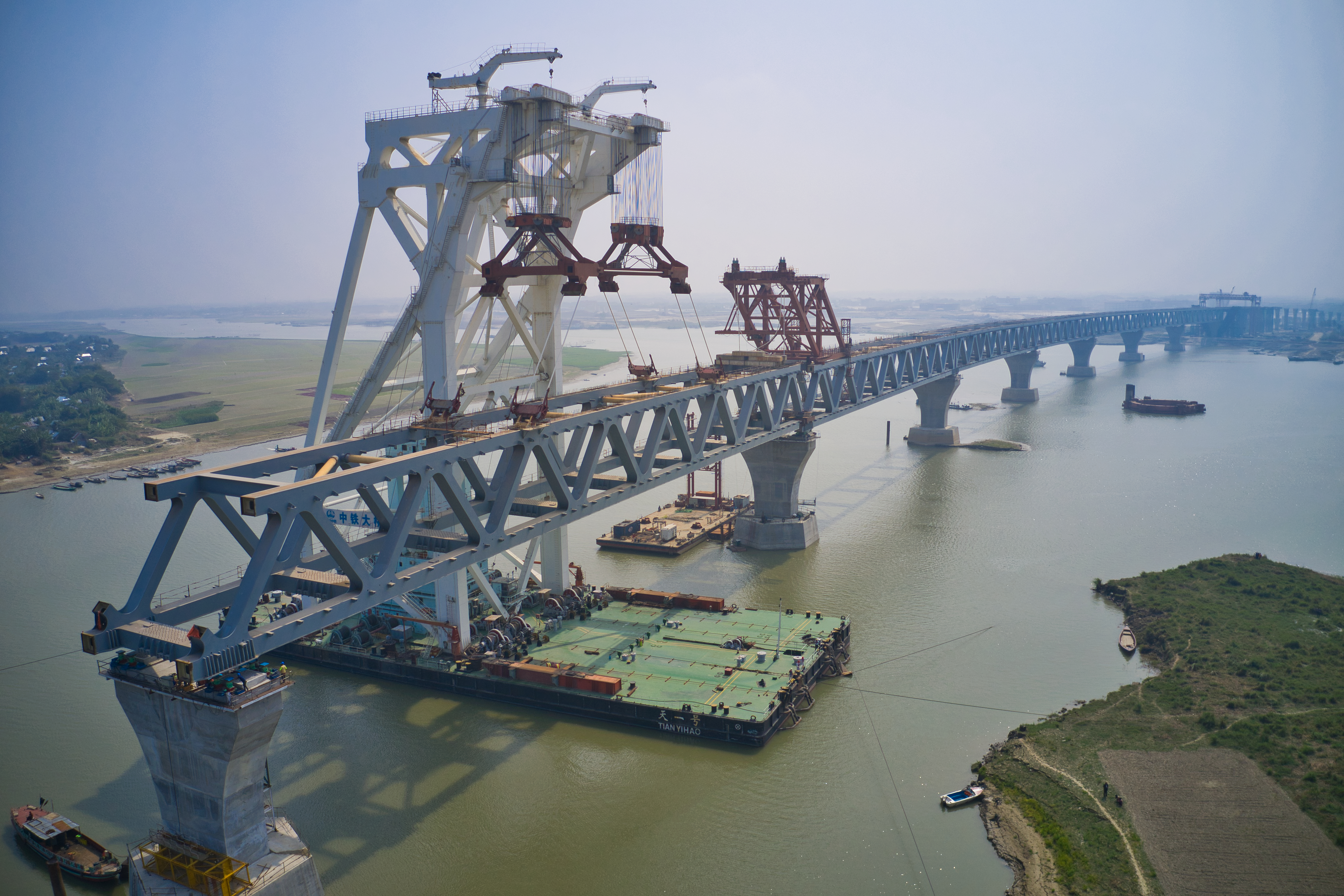
Brückensegment im Bau

## Diskussionen zur Benennung
Zum Zeitpunkt des Beginns des Brückenbaus wurde von einem Vertreter der regierenden Awami-Liga der Vorschlag gemacht, die Brücke nach Begum Fazilatunnesa Mujib, der Mutter der Premierministerin Hasina Wajed, zu benennen. Damit wären dann die beiden größten Brücken Bangladeschs nach den Eltern der Premierministerin benannt, denn die Bangabandhu-Brücke erinnert an den Vater. Andere Parlamentarier der Awami-Liga schlugen vor, die Brücke direkt nach der Premierministerin zu benennen. Da die Hauptoppositionspartei Bangladesh Nationalist Party (BNP) seit der Wahl 2014 wegen ihres Wahlboykotts zwischen bis 2019 nicht im Parlament vertreten war, gab es auch keinen parlamentarischen Widerstand gegen diese namentlichen Verewigungen von führenden Awami-Liga-Politikerinnen. Allerdings haben sich derartige Namen in der Vergangenheit nicht als konsensfähig erwiesen. Als nach der Parlamentswahl 2001 eine BNP-geführte Regierung ins Amt kam, benannte diese die Bangabandhu-Brücke prompt in „Jamuna-Mehrzweckbrücke“ um.
Am 5. Oktober 2018 erklärte Verkehrsminister Quader, dass die Brücke einfach nach dem Fluss benannt werde.

## Nutzung und Mauteinnahmen
| Fiskaljahr†            | Fahrzeuge | Einnahmen (Mio Taka) |
| ---------------------- | --------- | -------------------- |
| 2022–23                | 5.725.340 | 8.060,4              |
| 2023–24                | 6.749.092 | 8.435,5              |
| † 1. Juli bis 30. Juni |           |                      |

Im ersten Jahr nach der Eröffnung (1. Juli 2022 bis 30. Juni 2023) wurde die Brücke täglich von durchschnittlich 15.686 Fahrzeugen genutzt.